# René Schiermeyer
René Schiermeyer (* 27. September 1938 in Mülhausen) ist ein ehemaliger französischer Ringer und Bronzemedaillengewinner bei den Olympischen Spielen 1960 in Rom im griechisch-römischen Stil im Weltergewicht.

## Werdegang
René Schiermeyer wuchs in Schlettstadt/Elsass auf. Er begann dort als Jugendlicher mit dem Ringen und entwickelte sich zu einem der besten französischen Ringer in den 1960er Jahren. 1956 wurde er erstmals französischer Meister bei den Junioren im griechisch-römischen Stil im Weltergewicht. 1959 machte er auch auf der internationalen Ringermatte nachhaltig auf sich aufmerksam, als er bei einem Turnier in Savona im Mittelgewicht hinter dem türkischen Olympiasieger Mithat Bayrak, aber noch vor dem deutschen Vizeweltmeister von 1958 Horst Heß den 2. Platz belegte. Vorher hatte er schon an der Weltmeisterschaft 1958 in Budapest im Mittelgewicht teilgenommen, musste dort aber noch Lehrgeld bezahlen. Der Zufall wollte es dabei, dass er in seinen Kämpfen auf beide deutschen Vertreter, Horst Heß aus Dortmund und Lothar Metz aus Rostock traf, gegen die er verlor und auf dem 13. Platz landete.
Bei den Olympischen Spielen 1960 in Rom feierte René Schiermeyer dann im Weltergewicht den größten Erfolg seiner Laufbahn. Er gewann dort die Bronzemedaille mit drei Siegen und einem Unentschieden gegen den starken Italiener Franco Benedetti.
Auch in den nächsten Jahren startete René regelmäßig bei den Weltmeisterschaften, konnte aber keine Medaillen mehr gewinnen. Der 7. Platz bei den Olympischen Spielen 1964 in Tokio und der 7. Platz bei der Weltmeisterschaft 1962 in Toledo/USA waren die besten Ergebnisse, die er erreichte.
Eine gute Rolle spielte René auch bei den Mittelmeerspielen 1959 und 1963, wo er jeweils Medaillen gewann.
Nach den Olympischen Spielen 1964 beendete René Schiermeyer seine internationale Ringerlaufbahn.

## Internationale Erfolge
(OS = Olympische Spiele, WM = Weltmeisterschaft, GR = griechisch-römischer Stil, F = freier Stil, We = Weltergewicht, bis 1961 bis 73 kg Körpergewicht, ab 1962 bis 78 kg Körpergewicht, Mi = Mittelgewicht, bis 1961 bis 79 kg Körpergewicht, ab 1962 bis 87 kg Körpergewicht)
- 1958, 13. Platz, WM in Budapest, GR, Mi, nach Niederlagen gegen Horst Heß, BRD und Lothar Metz, DDR;
- 1959, 2. Platz, Turnier in Savona, GR, Mi, hinter Mithat Bayrak, Türkei und vor Horst Heß, BRD;
- 1959, 3. Platz, Mittelmeerspiele in Beirut, GR, We, hinter Stevan Horvath, Jugoslawien u.Mithat Bayrak;
- 1959, 3. Platz, Mittelmeerspiele in Beirut, F, We, hinter Mahmut Atalay, Türkei und El Sayed, Ägypten;
- 1960, Bronzemedaille, OS in Rom, GR, We, mit Siegen über Edward Zulawnik, Polen, Sam Azolay, Marokko und Hans-Jürgen Hirschbühl, Schweiz, einem Unentschieden gegen Franco Benedetti, Italien und trotz Niederlagen gegen Stevan Horvath, Günther Maritschnigg, BRD und Mithat Bayrak;
- 1961, 12. Platz, WM in Yokohama, GR, Mi, nach Niederlagen gegen Abbas Golmakhani, Iran und Yavuz Selekman, Türkei;
- 1962, 7. Platz, WM in Toledo/USA, GR, We, mit einem Sieg über Robert Zingg, Schweiz und Niederlagen gegen Rudy Williams, USA und Anatoli Kolessow, UdSSR;
- 1963, 2. Platz, Mittelmeerspiele in Neapel, F, We, hinter Kaya Can, Türkei und vor Kozanidis, Griechenland;
- 1963, 10. Platz, WM in Helsingborg, GR, W, nach Niederlagen gegen Boleslaw Dubicki, Polen und Ion Ţăranu, Rumänien;
- 1964, 3. Platz, Turnier in Klaus b. Salzburg, GR, We, hinter Helmut Längle, Österreich und Jiři Loukota, CSSR;
- 1964, 7. Platz, OS in Tokio, GR, We, mit einem Sieg über Asgar Zoughian, Iran, einem Unentschieden gegen Albert Michiels, Belgien und einer Niederlage gegen Anatoli Kolessow

## Französische Meisterschaften
René Schiermeyer wurde zwischen 1959 und 1967 insgesamt zehnmal französischer Meister bei den Senioren im griechisch-römischen und im freien Stil im Welter- bzw. Mittelgewicht.

## Länderkämpfe
- 1960, Frankreich gegen BRD, GR, We, Punktniederlage gegen Günther Maritschnigg,
- 1962, BRD gegen Frankreich, GR, We, Punktniederlage gegen Georg Utz,
- 1964, BRD gegen Frankreich, GR, We, Punktsieg über Ernst Knoll,
- 1964, Frankreich gegen BRD, GR, We, Unentschieden gegen Peter Nettekoven